# Resolución 93 del Consejo de Seguridad de las Naciones Unidas
La Resolución 93 del Consejo de Seguridad de las Naciones Unidas fue adoptada el 18 de mayo de 1951, después de escuchar un informe del Jefe de Estado Mayor del Organismo de las Naciones Unidas para la Vigilancia de la Tregua en Palestina y  de los representantes de Egipto e Israel, así como una determinación de la Comisión de Armisticio Mixto Egipcio-Israelí que dictaminó que un "ataque preestablecido y planeado ordenado por las autoridades israelíes" fue "cometido por las fuerzas del ejército regular de Israel contra el ejército regular egipcio" en la Franja de Gaza el 28 de febrero de 1951. El Consejo condenó este ataque como una violación de las previsiones de alto el fuego de la Resolución 54 del CSNU y como inconsistente con las obligaciones de las partes bajo el Acuerdo de Armisticio General entre Egipto e Israel y bajo la Carta de las Naciones Unidas. El Consejo pidió nuevamente a Israel que tomara todas las medidas necesarias para prevenir tales acciones y expresó su convicción de que el mantenimiento del Acuerdo de Armisticio General se ve amenazado por cualquier violación deliberada del mismo y que no se puede avanzar hacia el restablecimiento de la paz en Palestina hasta que Ambas partes cumplen estrictamente con sus obligaciones.
La resolución fue aprobada con diez votos a favor; la Unión Soviética se abstuvo.